# The Sky Crawlers - I cavalieri del cielo
The Sky Crawlers - I cavalieri del cielo (スカイ・クロラ,?, Sukai Kurora) è un film d'animazione del 2008 diretto da Mamoru Oshii.
La pellicola è stata prodotta dalla Production I.G., distribuita dalla Warner Bros. e presentata in concorso alla 65ª Mostra internazionale d'arte cinematografica di Venezia. In Italia il film è stato distribuito in DVD dalla Dall'Angelo Pictures.

## Trama
In un presente alternativo (ucronia) alcuni ragazzi sono destinati a vivere un'eterna adolescenza, senza mai invecchiare.
Sebbene il mondo sia in pace, alcune società private assumono piloti da caccia che hanno il compito di darsi battaglia in operazioni di combattimento, al fine di allentare la tensione di una popolazione abituata alla guerra e all'aggressione. Il film introduce il mistero di questi ragazzi, chiamati Kildren,  (キ ル ド レ, Kirudore, "kill-dolls") - umanoidi ingegnerizzati geneticamente in modo da consentire loro di vivere eternamente nell'adolescenza.
Dopo la morte di tre piloti della Rostock Corporation, per mano di un pilota noto come "Il Professore", Yūichi Kannami viene riassegnato all'Area 262. Dopo l'incontro con il Capo Meccanico Towa Sasakura, Yūichi si informa sul destino del predecessore che aveva lasciato l'aereo assegnatogli in condizioni perfette prima della sua scomparsa. Successivamente Yuichi viene invitato a chiedere informazioni al Comandante della base, Suito Kusanagi, che lo congeda rapidamente dopo averlo informato di una sortita che si svolgerà il giorno seguente. Poco dopo incontra il resto del corpo di pilotaggio della base: Aizu Yudagawa, Yuriyuki Shinota e Naofumi Tokino. Dopo aver letto il giornale di Aizue, Yuichi scopre che il quinto pilota nell'area 262 è Kusanagi.
Naofumi e Yuichi intraprendono una missione di ricognizione il giorno seguente che viene interrotta dall'incontro con tre combattenti nemici della Lautern Corporation. I tre piloti avversari vengono rapidamente abbattuti e i due ritornano alla base senza incidenti. Ancora una volta, Yuichi indaga sul destino del suo predecessore Kurita Jinroh, mentre si domanda se anche Suito sia un kildren. Non disposto a rivelare i dettagli dell'assenza di Kurita e le informazioni sulla sua stessa natura, Suito ignora le domande di Yuichi, respingendolo. Più tardi quella sera stessa, Naofumi e Yuichi visitano il ristorante Daniel's Diner dove poco dopo si incontrano con Kusumi e Fuuko – e con quest'ultima Yuichi passa la notte assieme. Fuuko informa Yuichi della relazione che tempo addietro essa aveva avuto con Kurita, capendo che l'esistenza di Yuichi deve necessariamente significare che Jinroh è morto.
Di ritorno in anticipo da una sortita a causa di una perdita d'olio, Yuichi incontra Mizuki Kusanagi, a suo dire la sorella minore di Suito, che si informa sulla natura dei Kildren. Naofumi, tornando più tardi, rivela che Mizuki non è la sorella minore di Suito, ma sua figlia. Discutendo della questione con Suito, questa si chiede cosa accadrà quando Mizuki raggiungerà la sua età, rivelando che Suito è davvero una Kildren. Yuichi, parlando con Aizu in seguito,scopre che Suito è sempre armata e che, a quanto si dice, è stata lei a sparare a Jinroh.
Un tour della base, organizzato dagli sponsor, viene interrotto dall'abbattimento di un aereo da una zona vicina. Arrivato sulla scena, Suito rimprovera un gruppo di osservatori civili per aver compatito il pilota ucciso prima di lasciare la scena con Yuichi. Più tardi, Yuichi visita di nuovo la tavola calda, ma il suo momento di quiete viene interrotto dall'arrivo dei bombardieri pesanti della Lautern. Suito prende l'aereo di Yuichi per avvisare la base dei bombardieri. In seguito, Suito e Yuichi visitano il Commando delle operazioni, dove incontrano un ufficiale che cerca in ogni modo d'impedire a Suito d'incontrare il proprio superiore. I due, quindi, visitano un lodge isolato che, secondo Suito, "nessuno può frequentare due volte". Yuichi le chiede quindi se ha ucciso davvero Jinroh: di fronte a questa domanda Suito chiede se anche Yuichi "vuole essere ucciso".
Durante un successivo scontro, Aizu e Yuichi avvistano diversi bombardieri della Lautern con una scorta di caccia. Mentre si precipita per ingaggiare il nemico da solo, Aizu viene abbattuto da un aereo le cui insegne sono quelle dell'asso della Lautern, "Il Professore", che è stato inviato in quella zona operativa per risollevare le sorti del conflitto a vantaggio della stessa Lautern. Discutendo poi della questione con Naofumi e Yuri, Yuichi sente dire che il Professore non è un Kildren, ma un adulto. In occasione di una nuova battaglia, Suito ordina a tutti i suoi restanti piloti di dare la caccia al Maestro, prendendo personalmente l'aereo di Yuichi. Più tardi, Naofumi e Yuri ritornano senza Suito, che era stata sconfitta dal maestro. L'aereo precipitato di Yuichi viene successivamente trovato da Fuuko e Suito viene riportata alla base per essere curata. Fuuko rivela che tempo addietro Kusanagi visitò uno dei suoi clienti e fece sesso con lui.
In seguito, tutti piloti sono convocati presso la base in preparazione di una grande operazione della Rostock contro una delle basi principali della Lautern. Naofumi e Yuichi incontrano Midori Mitsuya, pilota dell'asso della base, la quale cerca Yuichi. I piloti sono informati sulla grande operazione e fanno da scorta a cinquanta bombardieri. All'iniziare dell'operazione, i caccia della base March-Hare si uniscono ai bombardieri dello squadrone 262.
L'operazione inizia, con i piloti da caccia della Rostock obbligati al rifornimento in volo a causa della scarsa autonomia dei loro aerei; subito dopo il rifornimento si verifica l'ingaggio con gli avversari della Lautern. Nonostante i loro migliori sforzi, le forze di Rostock perdono molti dei loro bombardieri pesanti e ai caccia viene ordinato di ritirarsi e tornare alla base.
A corto di piloti e mezi, lo squadrone 262 è rinforzato con i rimanenti piloti della base March-Hare, tra cui Midori, e dalle loro macchine. Durante una sessione di briefing, Midori riferisce della perdita di due piloti di March-Hare, descrivendo il velivolo del “Professore” e la manovra a distanza ravvicinata con cui si è facilmente sbarazzato degli avversari.
Più tardi quella sera, Naofumi, Yuichi e Suito vanno a giocare a bowling insieme. Dopo la partita, Naofumi lascia la compagnia con alcune ragazze mentre Yuichi chiede a Suito informazioni sul giorno in cui è stata abbattuta, cercando inoltre informazioni sulla sua relazione con il “Professore”. Suito rivela che il “Professore” non era stato solo un membro della Rostock un tempo, ma anche il suo ex ufficiale superiore. Suito contempla successivamente la natura della guerra e il modo in cui l'esistenza perpetua della guerra impone un nemico che non può essere sconfitto, che adesso è il professore. Più tardi, Suito, palesemente annebbiata dal vino, appoggia la canna di una pistola in testa a Yuichi prima di chiedergli di ucciderla, per paura che "nulla cambi" per loro.
I piloti tornano alla base del 262 con le nuove aggiunte da March-Hare. Midori indaga su Mizuki, mentre Yuichi incontra un nuovo pilota, Aihara, che è il defunto Yudagawa riportato in vita con altro nome, riconoscibile per la sua abitudine nel piegare il giornale nello stesso modo. Il personale della base continua la propria attività di routine, mentre Midori inizia a cercare risposte su Suito. Towa rivela che Suito, in quanto abile pilota, era una dei pochi Kildren sopravvissuti in grado di mettere in discussione la loro esistenza, mentre Midori non riesce a capacitarsi di come il personale di base possa essere così compiaciuto della situazione.
Midori visita Yuichi, mettendo in discussione i suoi ricordi e il modo in cui egli affronta la sua vita. Ipotizzando che Yuichi affronti il presente confondendo i suoi ricordi con la quotidianità, Midori rivela la vera natura del concetto di Kildren: essi sono un sottoprodotto accidentale degli esperimenti genetici della Rostock e, di conseguenza, non invecchiano e non possono morire se non uccisi o se decidano di togliersi la vita. Midori subisce un esaurimento nervoso, mettendo in discussione i propri ricordi, chiedendosi se anche lei è una Kildren, riconoscendo come non esistano, nella sua mente, ricordi della sua infanzia e chiedendosi se mai ne avesse avuto una. Le sue conclusioni sono che Suito ha sparato a Jinroh per porre fine alla perpetua ripetizione della vita di un Kildren, ma questi non è morto: è diventato semplicemente Yuichi, impiantato con nuovi ricordi per mantenere al servizio della Rostock le sue abilità di pilota di esperienza.
Più tardi quella sera, Midori stessa prova a sparare a Suito. Yuichi, intervenendo al rumore del colpo di pistola di Midori, si propone di sparare lui stesso a Suito. La Comandante della base ammette di aver ucciso Jinroh per sua stessa richiesta, prima di chiedere a Yuichi di spararle a sua volta. Lui rifiuta di sparare, insistendo sul fatto che entrambi devono continuare a vivere fino a quando non potranno cambiare le cose.
L'indomani, i piloti partono per uno scontro; volando Yuichi contempla come si possano trovare nuove esperienze anche se si è già percorso lo stesso percorso in precedenza e riacquista i ricordi della sua vita precedente. Midori scorge il  “Professore” e Yuichi decide di scontrarsi da solo con lui, con l'intento di "uccidere suo padre". Dopo un breve ma intenso scontro, il “Professore” esegue la sua manovra contro Yuichi, che viene ucciso e il suo aereo abbattuto. A uno a uno, il personale di base accetta il fatto che Yuichi non rientrerà dalla missione.
L'ultima scena è montata dopo i titoli di coda.
Isamu Hiragi, il sostituto di Kannami, arriva alla base 262. Il suo volto non si vede, ma i suoi modi di uscire dal velivolo sono identici a quelli di Kannami, così come l'atto di accendersi una sigaretta e il tono della sua voce. Mentre Towa guarda impassibile dall'hangar, come se avesse visto la scena accadere svariate molte volte prima, allo spettatore viene dato un ultimo forte suggerimento: i Kildren possono essere tutti cloni. Hiragi è accolto da Suito in modo molto più amichevole, da lei che "stava aspettando che arrivasse".

## Produzione
Tratto dalla serie di romanzi dal titolo omonimo di Hiroshi Mori, il film è uscito nelle sale giapponesi il 2 agosto 2008.
Realizzato dalla Production I.G, la sceneggiatura è stata scritta da Chihiro Itō, il character design è di Tetsuya Nishio e la musica di Kenji Kawai. Lo scrittore Mori, secondo cui questa era la sua opera più difficile da adattare, ha acconsentito a cederne i diritti solo quando ha appreso del coinvolgimento di Mamoru Oshii nel progetto.